# SLC25A31
SLC25A31 (англ. Solute carrier family 25 member 31) – білок, який кодується однойменним геном, розташованим у людей на короткому плечі 4-ї хромосоми.  Довжина поліпептидного ланцюга білка становить 315 амінокислот, а молекулярна маса — 35 022.
| 10         |  | 20         |  | 30         |  | 40         |  | 50         |
| ---------- |  | ---------- |  | ---------- |  | ---------- |  | ---------- |
| MHREPAKKKA |  | EKRLFDASSF |  | GKDLLAGGVA |  | AAVSKTAVAP |  | IERVKLLLQV |
| QASSKQISPE |  | ARYKGMVDCL |  | VRIPREQGFF |  | SFWRGNLANV |  | IRYFPTQALN |
| FAFKDKYKQL |  | FMSGVNKEKQ |  | FWRWFLANLA |  | SGGAAGATSL |  | CVVYPLDFAR |
| TRLGVDIGKG |  | PEERQFKGLG |  | DCIMKIAKSD |  | GIAGLYQGFG |  | VSVQGIIVYR |
| ASYFGAYDTV |  | KGLLPKPKKT |  | PFLVSFFIAQ |  | VVTTCSGILS |  | YPFDTVRRRM |
| MMQSGEAKRQ |  | YKGTLDCFVK |  | IYQHEGISSF |  | FRGAFSNVLR |  | GTGGALVLVL |
| YDKIKEFFHI |  | DIGGR      |  |            |  |            |  |            |

A: Аланін

C: Цистеїн

D: Аспарагінова кислота

E: Глутамінова кислота

F: Фенілаланін

G: Гліцин

H: Гістидин

I: Ізолейцин

K: Лізин

L: Лейцин

M: Метіонін

N: Аспарагін

P: Пролін

Q: Глутамін

R: Аргінін

S: Серин

T: Треонін

V: Валін

W: Триптофан

Задіяний у таких біологічних процесах як транспорт, поліморфізм. 
Локалізований у мембрані, мітохондрії, внутрішній мембрані мітохондрії, клітинних відростках, війках.